# Internationale luchthaven van Caïro
De internationale luchthaven van Caïro (IATA: CAI, ICAO: HECA) (Arabisch: مطارالقاهرةالدولي; Engels: Cairo International Airport) is de drukste luchthaven van Egypte en de grootste hub voor EgyptAir.

## Algemene informatie
De luchthaven ligt 15 kilometer ten noordoosten van de stad. De luchthaven wordt beheerd door Egyptian Holding Co,  die vier bedrijven telt: Caïro Airport Co, Egyptian Airports Co, National Air Navigation Services en Caïro Airport Authority, (CAA). In 2004, kreeg Fraport AG het beheerscontract om de luchthaven acht jaar te onderhouden.
De luchthaven van Caïro is de op een na drukste luchthaven in Afrika, na Johannesburg International Airport in Zuid-Afrika. Van de luchthaven van Caïro vertrekken ongeveer 125.000 vliegtuigen per jaar. Met de assimilatie van EgyptAir tot Star Alliance in juli 2008 werd het een belangrijke luchthaven vanwege de ligging tussen Afrika, het Midden-Oosten en Europa. In 2007 gebruikten 12.577.524 passagiers de luchthaven, dat is 16,7% meer dan in 2006. De luchthaven heeft twee terminals. Er zijn ook vier startbanen en één goederenterminal.
De baan 05R/23L is 3300 meter lang en 05L/23R heeft een lengte van 4.000m en 16/34 is 3180 meter lang en alle banen zijn 60 meter breed. De vierde baan, ten zuiden van het vliegveld is 4000 meter lang en 65 meter breed en geschikt voor de Airbus A380.

## Statistieken
Vanwege een beveiligingsprobleem met de MediaWiki Graph-software is het momenteel niet mogelijk deze grafiek weer te geven. Zodra de software is bijgewerkt zal de grafiek vanzelf weer zichtbaar worden.

## Terminals

### Terminal 1

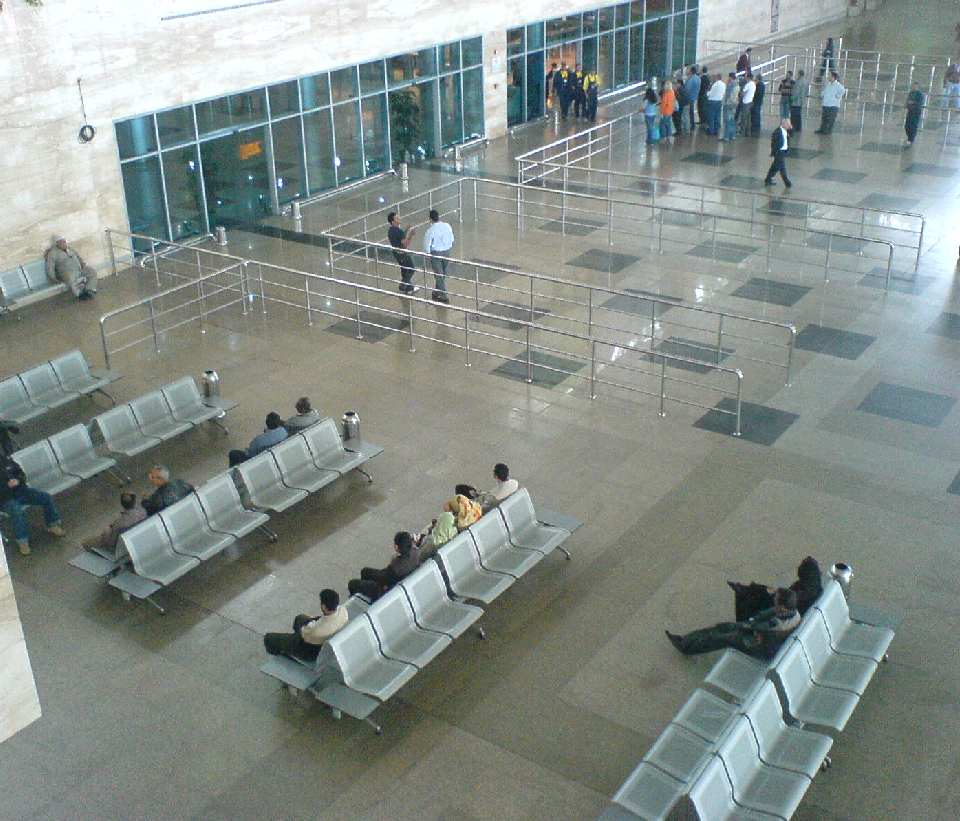
Terminal 1

Terminal 1 werd gebouwd in 1945. Tijdens de Tweede Wereldoorlog bouwden de Verenigde Staten Payne Field Air Force Base voor de geallieerden in plaats van gebruik te maken van Almaza Airport, dat 5 km verderop lag. Toen de Amerikanen de basis na de oorlog verlieten, nam de Civil Aviation Authority (Instantie van burgerluchtvaart) de luchthaven over en begon hem te gebruiken voor internationale burgervluchten. In 1963 verving de luchthaven van Caïro de luchthaven Heliopolis, die in het oosten van Caïro lag.
De burgerluchthaven bestaat uit Vertrekhal 1, Internationale Vertrekhal 3 en Vertrekhal 4 voor privévluchten en niet-commerciële vluchten. Bij de renovatie sloopte de CAA de oude vertrekhal 3, die diende voor vertrek en aankomst van binnenlandse vluchten.Er kwam een nieuwe hal die voor internationale aankomst wordt gebruikt. Terminal 1 staat bekend als "Old Airport",  hoewel hij gerenoveerd is, waardoor hij eigenlijk nieuwer is dan Terminal 2, die "New Airport" wordt genoemd.

### Terminal 2
Terminal 2, geopend in 1986, is in gebruik voor vluchten naar Europa, het Verre Oosten, de Golfstaten en Afrikaanse landen. Na 11 september 2001, de dag van de aanslagen in New York, werden alle vluchten naar de Verenigde Staten en Canada, ook de vluchten van EgyptAir, overgebracht naar Terminal 2. EgyptAir vertrekt nu overigens soms naar Noord-Amerika van Terminal 1. De ligging van het gebouw en de manier waarop hij is gebouwd beperken de uitbreidingsmogelijkheden. Er zijn zeven gates op Terminal 2, maar die worden zelden allemaal tegelijk bezet.

### Terminal 3
Gezien de geplande groei, en de zeer beperkte mogelijkheid om Terminal 2 uit te breiden, is CAA met de bouw van Terminal 3 begonnen, die eind 2008 klaar moet zijn. Hij wordt naast Terminal 2 gebouwd en de terminals worden door een brug met elkaar worden verbonden. De terminal moest eigenlijk al tegen eind 2007 klaar te zijn, maar dit werd uitgesteld tot eind 2008. De luchthaven is de hub voor EgyptAir en alle diensten worden verplaatst naar de nieuwe terminal.

## Maatschappijen en bestemmingen
- Aegean Airlines  (Athene, tot 14 maart)
- Aeroflot (Moskou-Sjeremetjevo)
- Afriqiyah Airways (Tripoli)
- Air Algérie (Algiers)
- Air France (Parijs-Charles de Gaulle)
- Air Italy (Milaan-Malpensa)
- Alexandria Airlines (Alexandria, Aqaba, Luxor)
- Alitalia (Milaan-Malpensa)
- Alitalia (Rome-Fiumicino)
- Austrian Airlines (Wenen)
- AMC Airlines (Istanbul-Sabiha Gokcen, Luxor, Parijs-Charles de Gaulle, Sharm El Sheikh, en verschillende charterroutes)
- British Airways (Londen-Heathrow)
- Buraq Air (Tripoli)
- Cairo Aviation (verschillende charterroutes)
- Corendon Dutch Airlines (Amsterdam, Maastricht)
- Czech Airlines (Praag)
- Delta Air Lines (New York-JFK, vanaf 25 mei)
- EgyptAir (Abu Dhabi, Abuja, Aboe Simbel, Accra, Addis Abeba, Aleppo, Alexandria, Algiers, Amman, Amsterdam, Asmara, Assiut, Aswan, Athene, Bahrein, Bangkok-Suvarnabhumi, Barcelona, Peking (vanaf 27 maart), Beiroet, Berlin-Schönefeld, Brussel, Boedapest, Casablanca, Damaskus, Dammam, Dar Es Salaam, Doha, Dubai, Düsseldorf, Entebbe (vanaf 29 maart), Frankfurt, Genève, Guangzhou, Hurghada, Istanboel-Atatürk, Jedda, Johannesburg, Juba (vanaf 30 maart), Kano, Khartoum, Kuala Lumpur, Koeweit, Kopenhagen, Lagos, Larnaca, Londen-Heathrow, Luxor, Madrid, Medina, Milaan-Malpensa, Montréal, Moskou-Domodedovo, Mumbai, München, Musqat, Nairobi, New York-JFK, Osaka-Kansai, Parijs Charles-de-Gaulle, Riaad, Rome-Fiumicino, Sanaa, Sharjah, Sharm El Sheikh, Sohag, Tokio-Narita, Tunis, Wenen)
- EgyptAir Express (Alexandria, Aswan, Athene (vanaf 1 juni), Boedapest, Catania (vanaf 28 maart), El Arish (vanaf 30 maart), Hurghada, Luxor, Malta, Marsa Alam, Sharm El Sheikh, Taba; Mersa Matruh (seizoensgebonden))
- EgyptAir (uitgevoerd door AirSinai) (Tel Aviv, vanaf 17 maart)
- El Al (Tel Aviv)
- Emirates (Dubai)
- Ethiopian Airlines (Addis Abeba, Khartoum)
- Etihad Airways (Abu Dhabi)
- Eurocypria Airlines (Paphos)
- Gulf Air (Bahrein)
- Hainan Airlines (Peking-Capital, vanaf 1 april)
- Iberia (Madrid)
- Iraqi Airways (Bagdad, Sulaimaniyah)
- Kenya Airways (Khartoum, Nairobi)
- KLM (Amsterdam)
- Koral Blue (Hurghada, Sharm el Sheikh)
- Korean Air (Seoul-Incheon)
- Kuwait Airways (Koeweit)
- Libyan Airlines (Benghazi, Sebha, Tripoli)
- Lotus Air (Gdansk, Hurghada, Parijs-Charles de Gaulle, Sharm el Sheikh, Warschau)
- Lufthansa (Frankfurt)
- Luxor Air (verschillende charterroutes)
- Middle East Airlines (Beiroet)
- Nile Air (Riaad, Jedda, Medina, Dammam, Koeweit, Dubai, Doha, Barein)
- Olympic Airlines (Athene)
- Oman Air (Musqat)
- Petroleum Air Services (verschillende charterroutes)
- Qatar Airways (Doha)
- Royal Air Maroc (Casablanca, Riaad)
- Royal Jordanian (Amman, Aqaba)
- Saudi Arabian Airlines (Dammam, Jedda, Madina, Riaad)
- Singapore Airlines (Singapore)
- Sudan Airways (Khartoum, Port Soedan)
- Swiss International Air Lines (Zürich)
- Syrian Air (Aleppo, Damaskus, Latakia)
- TAROM (Boekarest-Otopeni)
- Turkish Airlines (Istanbul-Atatürk)
- TUI fly België (Brussel)
- TUI fly Duitsland (Keulen, Berlin-Tegel, Berlin-Schoenefeld, Frankfurt, Munich)
- Tunisair (Tunis)
- Yemenia (Aden, London-Heathrow, Sana'a)

### Vrachtvliegtuigen
- Egyptair Cargo (Frankfurt-Hahn, Kharthoum, Sharjah, Bordeaux, Ostend, London-Stansted, Düsseldorf)
- Tristar Air (Amsterdam, Kent Manston, Düsseldorf)
- Royal Jordanian (Amman)
- Air France Cargo(Parijs-Charles de Gaulle, Lyon, Marseille, Bahrein)
- Saudi Arabian Airlines (Riaad, Jedda)
- Ethiopian Airlines (Addis Abeba , Brussel)
- Thai Airways International (Parijs-Charles de Gaulle, Bangkok-Suvarnabhumi, Phuket, Karachi)
- DAS Air Cargo (Kent Manston)
- Lufthansa Cargo (Frankfurt)
- MK Airlines Cargo (Kent Manston, Ostend)